# Andwil
Andwil is een gemeente en plaats in het Zwitserse kanton Sankt Gallen, en maakt deel uit van het district St. Gallen.
Andwil telt 1713 inwoners.